# BU Большого Пса
BU Большого Пса (лат. BU Canis Majoris) — двойная затменная переменная звезда типа Алголя (EA) в созвездии Большого Пса на расстоянии приблизительно 7290 световых лет (около 2235 парсеков) от Солнца. Видимая звёздная величина звезды — от +16m до +15m. Орбитальный период — около 3,7004 суток.